# Antonio Bruni
Antonio Bruni (Manduria, 15 dicembre 1593 – Roma, 23 settembre 1635) è stato un poeta italiano, esponente di spicco della letteratura barocca.

## Biografia
Antonio Bruni nacque il 15 dicembre 1593 a Manduria da una famiglia nobile originaria di Asti. Seguace, tra i più fervidi, del Marino, che imitò persino nella scelta dei soggetti delle sue opere e nella distribuzione delle poesie nel suo canzoniere (Selva di Parnaso, Venezia 1615), ebbe una grandissima fama presso i contemporanei. Fu consigliere e segretario di stato di Francesco Maria II della Rovere, duca d'Urbino, e, a Roma, segretario del cardinale Berlinghiero Gessi. Fu uomo di carattere gioviale e franco, dotato di molte virtù, macchiate solo da un'ostinata intemperanza nel cibo, che gli affrettò la morte, avvenuta a Roma il 23 settembre 1635. Scrisse molto, e in ogni genere e sempre alla maniera del maestro; alquanto più sobrio nelle ventisei Epistole eroiche (Milano 1626). Antonio Bruni fu membro dell'Accademia degli Oziosi di Napoli.